# Conigephyra
Conigephyra is een geslacht van vlinders van de familie spinneruilen (Erebidae), uit de onderfamilie Lymantriinae.

## Soorten
- C. atrisquamata Hampson, 1910
- C. atrisuama (Hampson, 1910)
- C. citrona (Hering, 1926)
- C. discolepia (Hampson, 1910)
- C. flava (Bethune-Baker, 1911)
- C. leucoptera (Hering, 1926)
- C. melanchila Collenette, 1960
- C. pallidula (Hering, 1926)
- C. rikatia Collenette, 1955
- C. sericaria (Hering, 1926)
- C. splendida (Hering, 1926)
- C. unipunctata (Möschler, 1887)